# 武吉杜阿貝拉斯國家公園
1°51′S 102°52′E / 1.850°S 102.867°E
武吉杜阿貝拉斯國家公園是印尼的國家公園，位於蘇門答臘，成立於2000年，面積605平方公里，有合趾猿、雲豹、爪哇鼷鹿、馬來熊、豹貓、毛鼻水獺、豺、蘇門答臘兔、大冠鷲等野生動物棲息。